# Plagiogonus tertius
Plagiogonus tertius är en skalbaggsart som beskrevs av Bordat 1992. Plagiogonus tertius ingår i släktet Plagiogonus och familjen Aphodiidae. Inga underarter finns listade i Catalogue of Life.